# 低音声部
低音声部（英语：Bassline，直译：贝斯线；也称为低音声线、低音旋律）是适用于许多音乐风格（例如爵士乐，蓝调，放克，回响、电子乐）以及传统音乐和古典音乐的术语，专指乐曲中的低频声部或分配给低音乐器演奏的部分。低音乐器通常涵盖节奏组乐器，常见如电贝斯、低音提琴、大提琴、大号或键盘乐器（钢琴，哈蒙德管风琴、电风琴或合成器）等。低音声部在古典乐中也有使用。
在流行乐中，低音声部经常用来演奏固定音型。“低音与其他声部不同之处在于它在承托、描绘和声进行中担当的特别作用，其作用范围可以是局部的从和弦至和弦的音乐变化，也可以是整个作品的和声组织。” 低音声部上演奏的固定音型通常凸显和弦音（比如根音、三度音、五度音），确定歌曲的调。同时，低音声部配合鼓部以及其他节奏组乐器来编绘清晰的节奏韵律。